# Zwerg-Erbsenstrauch
Der Zwerg-Erbsenstrauch (Caragana pygmaea) ist eine Pflanzenart aus der Gattung der Erbsensträucher (Caragana) in der Unterfamilie der Schmetterlingsblütler (Faboideae). Diese kleinere Erbsenstrauch-Art kommt im gemäßigten Ostasien vor.

## Erscheinungsbild

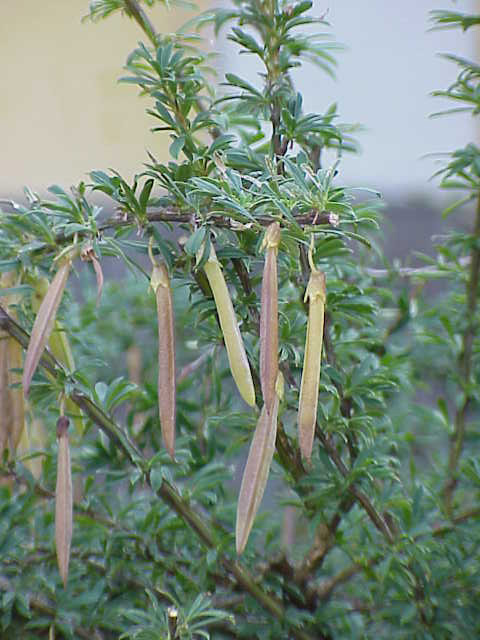
Zweig mit Früchten

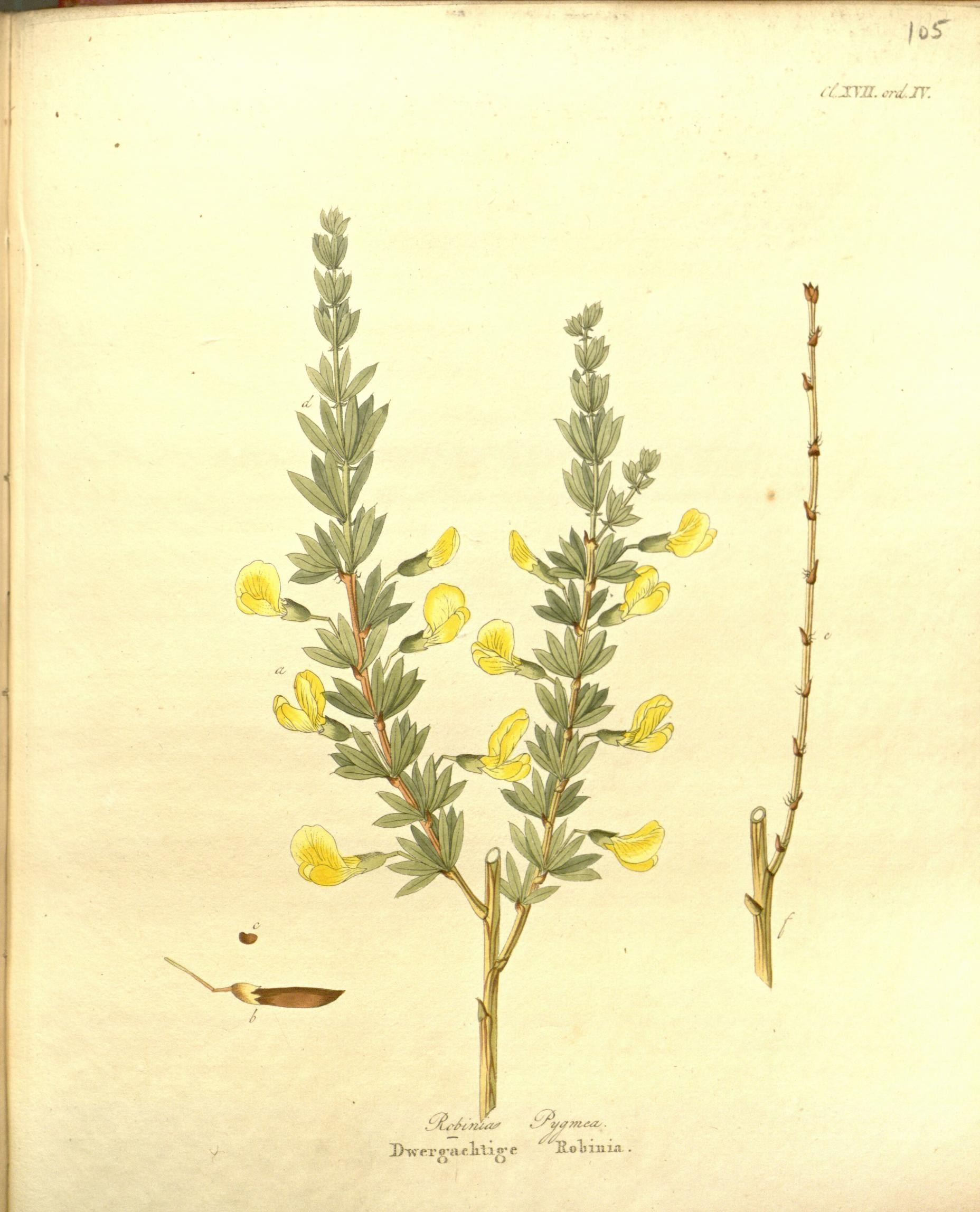
Illustration aus Afbeeldingen der fraaiste, meest uitheemsche boomen en heesters, Tafel 105

### Vegetative Merkmale
Der Zwerg-Erbsenstrauch ist mit einer Wuchshöhe von bis zu 0,5 Meter ein kleiner Strauch. Die Rinde der Zweige sind glänzend gelblich, anfangs behaart, später kahl.
Die Blätter bestehen aus vier schmalen Fiedern, die einzelnen Fiederblättchen sind verkehrt-lanzettlich bis linealisch und messen 7 bis 17 mm Länge bei 1 bis 3 mm Breite.

### Generative Merkmale
Die Blütezeit liegt im Mai. Die Blüten stehen einzel in den Blattachseln.
Die zwittrige Blüte ist zygomorph und fünfzählig mit doppelter Blütenhülle. Der röhrenförmige Kelch ist 5 bis 6 Millimeter lang. Die gelbe Krone ist 10 bis 16 Millimeter lang.
Die anfangs behaarten Hülsenfrüchte sind schlank und 2 bis 3 Zenimeter lang.
Die Chromosomenzahl beträgt 2n = 16.

## Vorkommen
Der Zwerg-Erbsenstrauch ist im gemäßigten Ostasien in der Mongolei, in Nordchina und Ostsibirien verbreitet.
Er wächst in China auf durchlässigen Böden in Höhenlagen von 900 bis 1300 Meter.

## Systematik
Die Erstveröffentlichung erfolgte 1753 als Robinia pygmaea durch Carl von Linné in Species Plantarum, Tomus II, Seite 723. Die Neukombination zu Caragana pygmaea (L.) DC. wurde 1825 durch Augustin Pyramus de Candolle in Prodromus Systematis Naturalis Regni Vegetabilis ..., Band 2 Seite 268 veröffentlicht.
Je nach Autor gibt es etwa drei Varietäten:
- Caragana pygmaea var. angustissima C.K.Schneider: linealische, nur 1 Millimeter breite Blättchen. Dieser Endemit gedeiht an sandigen Standorten in Höhenlagen von 900 bis 1300 Metern nur in der Inneren Mongolei.[1]
- Caragana pygmaea var. parviflora H.C.Fu: Blütenstiel mit Trenngewebe in der unteren Hälfte, Krone kleiner als 15 Millimeter. Dieser Endemit gedeiht an steinigen Hängen und an hügelichen Standorten zwischen Felsen nur in der Inneren Mongolei.[1]
- Caragana pygmaea (L.) DC. var. pygmaea: Blütenstiel mit Trenngewebe in der Mitte, Krone 15 bis 16 Millimeter. Sie kommt im östlichen Russland, in der Mongolei, in der Inneren Mongolei und Xinjiang vor.[1]

## Verwendung
In den gemäßigten Gebieten wird der Zwerg-Erbsenstrauchals Zierpflanze verwendet. Bei Erbsensträuchern, die im Gartenhandel als Hochstamm angeboten werden, handelt es sich meist um eine Veredlung des Gemeinen Erbsenstrauchs mit dem Zwerg-Erbsenstrauch.